# Герб на Троян
Гербът на Община Троян е официален общински символ, израз на местното самоуправление и местната администрация.

## Композиция
Гербът на град Троян представлява испански щит със заоблена основа. Щитът е със смесено разделение (разсечен и разбит) и в неговите части са разположени символите:
- планина, изобразена чрез верига от декоративно стилизирани върхове, оцветени в зелено;
- стилизирано изображението на река на син фон;
- изправен, въоръжен, обърнат наляво златен лъв – символ за пазител на града – държащ и охраняващ ключа на град Троян.

Гербът присъства като елемент от знамето на гр. Троян, почетните знаци и огърлицата – медальон. Гербът може да се тиражира в различни сувенирни варианти, да се отпечатва на хартия и червен восък, да се уголемява или умалява при спазване съотношенията между отделните елементи в него. Гербът на Община Троян е централен елемент в знамето на Община Троян, задължителен елемент от официалната бланка за кореспонденция на Община Троян.